# گردش خون ششی
گردش خون ششی (به انگلیسی: Pulmonary circulation)، بخشی از دستگاه گردش خون در همه مهره‌داران است. مدار با خون بدون اکسیژن آغاز می‌شود که از بدن به دهلیز راست قلب باز می‌شود، جایی که از بطن راست به ششها پمپ می‌شود. در شش‌ها، خون اکسیژن‌دار شده و به دهلیز چپ بازمی‌گردد تا این مدار کامل شود.
رگ‌های خونی گردش خون ششی سرخ‌رگ‌های ششی و سیاهرگ‌های ششی هستند.
یک مدار گردش خون جداگانه که به عنوان گردش برونش شناخته می‌شود، خون اکسیژن‌دار را به بافت مجاری هوایی بزرگ‌تر شش می‌رساند.

### شش‌ها
سرخرگ‌های ششی خون بدون اکسیژن را به شش‌ها می‌برند، جایی که دی‌اکسید کربن آزاد می‌شود و اکسیژن در طول تنفس جذب می‌شود. سرخرگ‌ها بیشتر به مویرگ‌های بسیار ظریفی تقسیم می‌شوند که دیواره بسیار نازکی دارند. سیاهرگ‌های ششی خون اکسیژن‌دار را به دهلیز چپ قلب بازمی‌گردانند.